# 中崎町駅
中崎町駅（なかざきちょうえき）は、大阪府大阪市北区中崎一丁目にある、大阪市高速電気軌道 (Osaka Metro) 谷町線の駅。駅番号はT19。

## 歴史
- 1974年（昭和49年）5月29日：谷町線東梅田 - 都島間延伸時に開業。
- 2018年（平成30年）4月1日：大阪市交通局の民営化により、大阪市高速電気軌道 (Osaka Metro) の駅となる。
- 2025年（令和7年）5月22日：可動式ホーム柵の運用を開始[1]。

## 駅構造

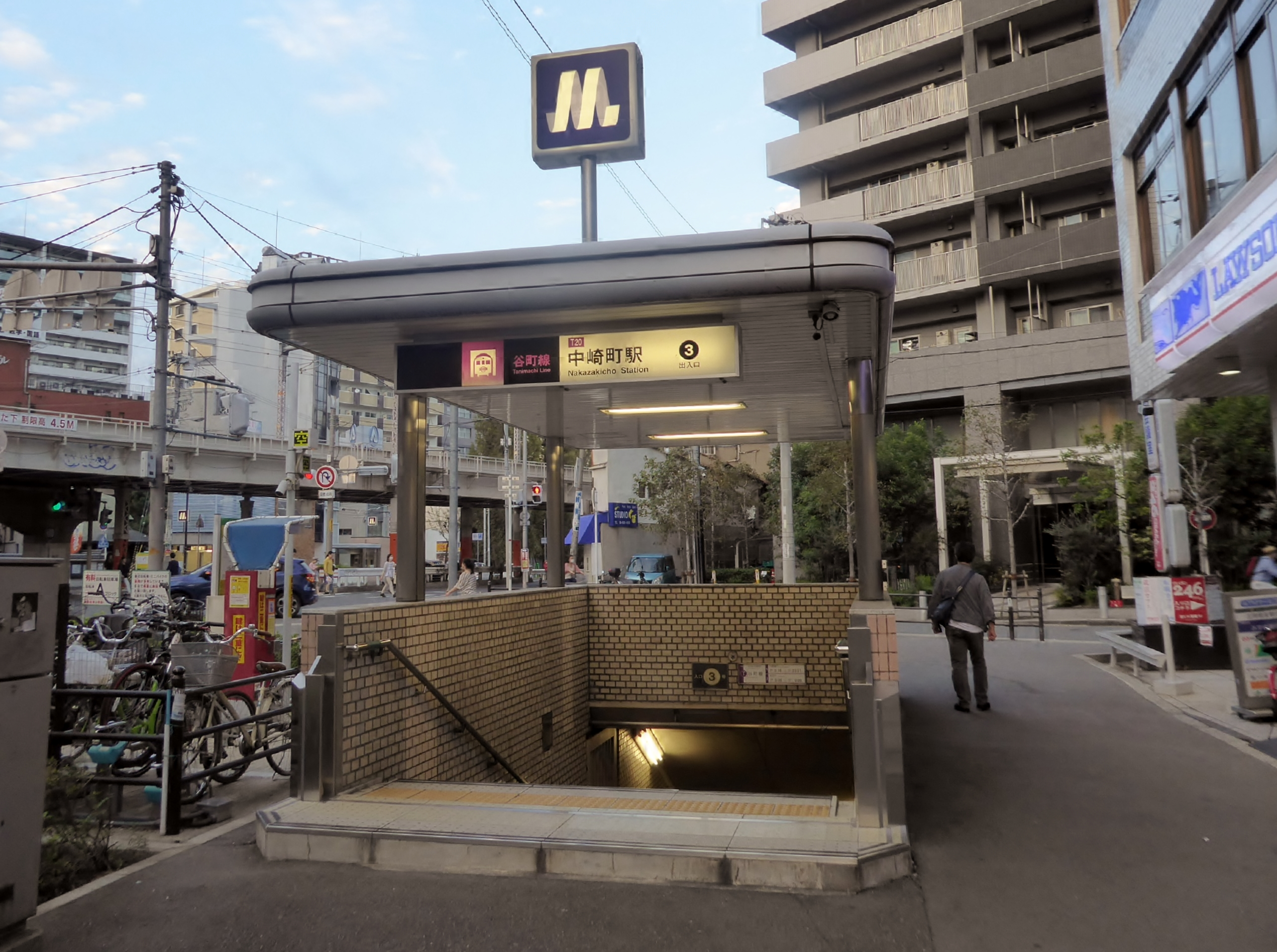
3号出入口（2018年9月）
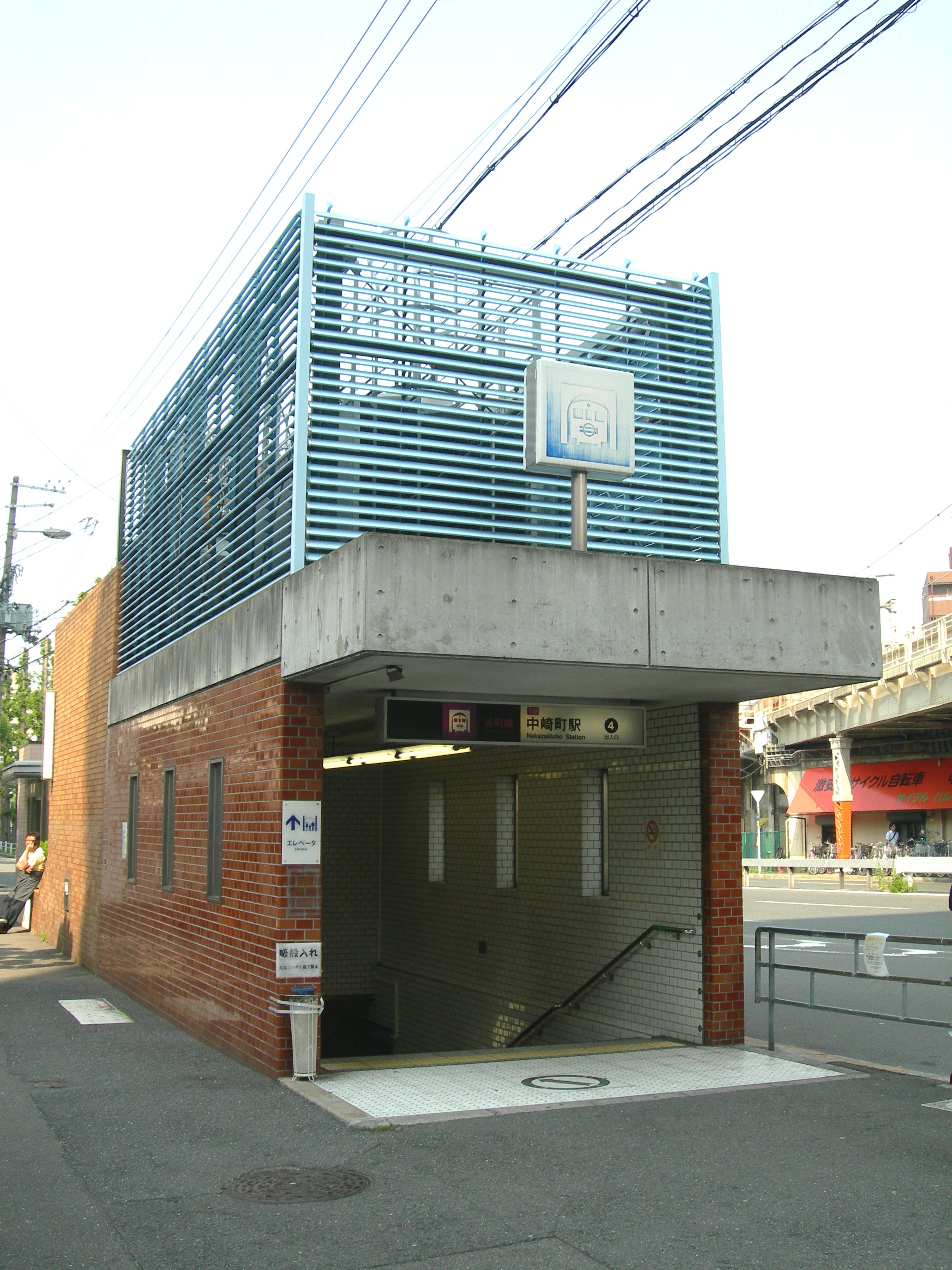
4号出入口 (2011年6月)

島式ホーム1面2線の地下駅である。改札口は1ヵ所のみ。
当駅は、東梅田管区駅の所属である。
地上への出入口は4ヵ所で、大日寄りに1・2号出入口、東梅田寄りに3・4号出入口がある。詳細は外部リンク先を参照のこと。

### のりば

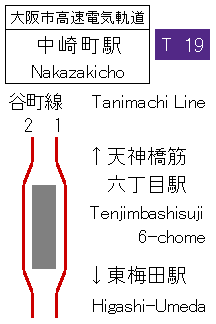
配線図

| 番線 | 路線   | 行先                           |
| ---- | ------ | ------------------------------ |
| 1    | 谷町線 | 東梅田・天王寺・八尾南方面     |
| 2    | 谷町線 | 天神橋筋六丁目・都島・大日方面 |

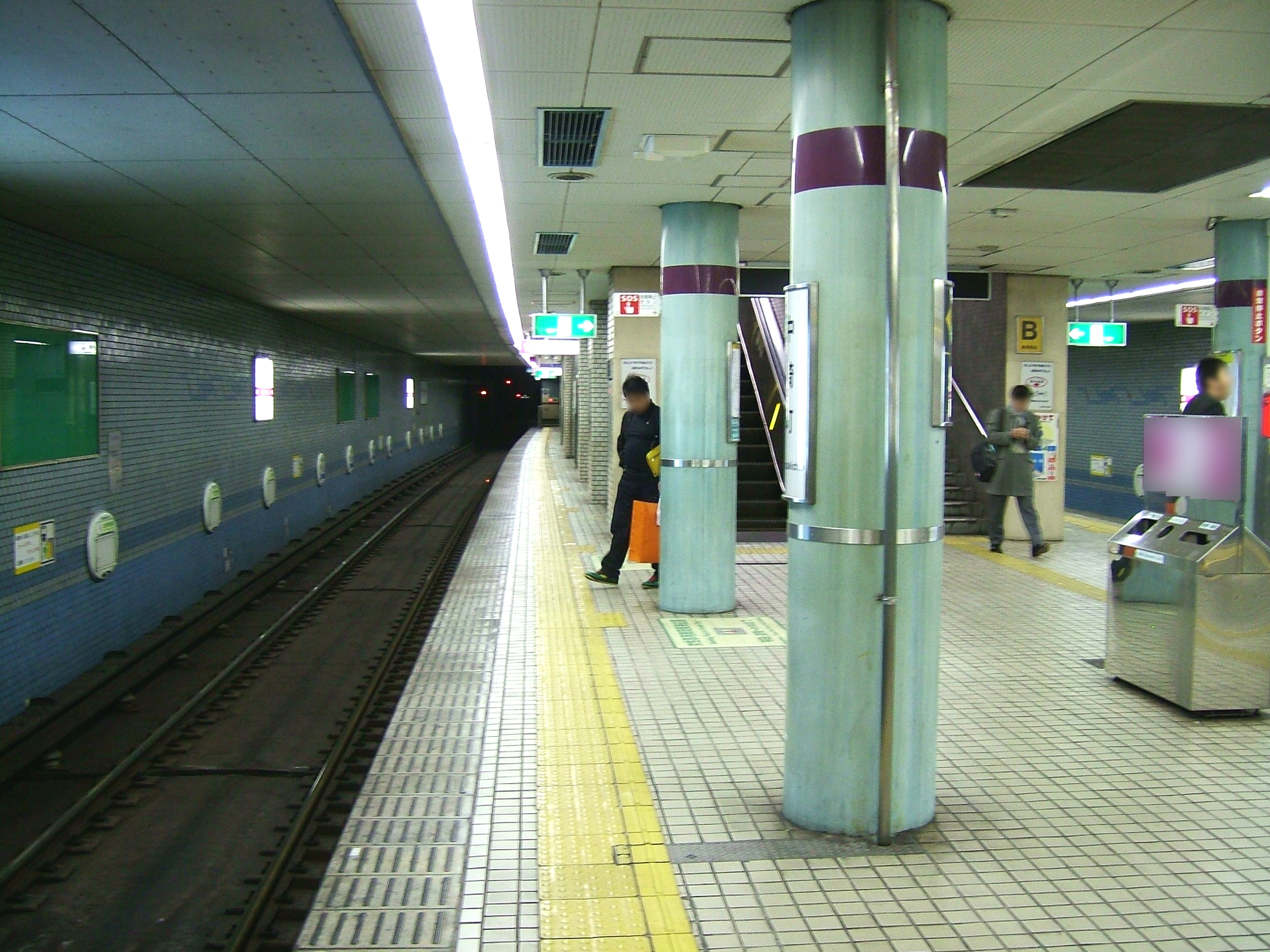
プラットホーム（改装前）
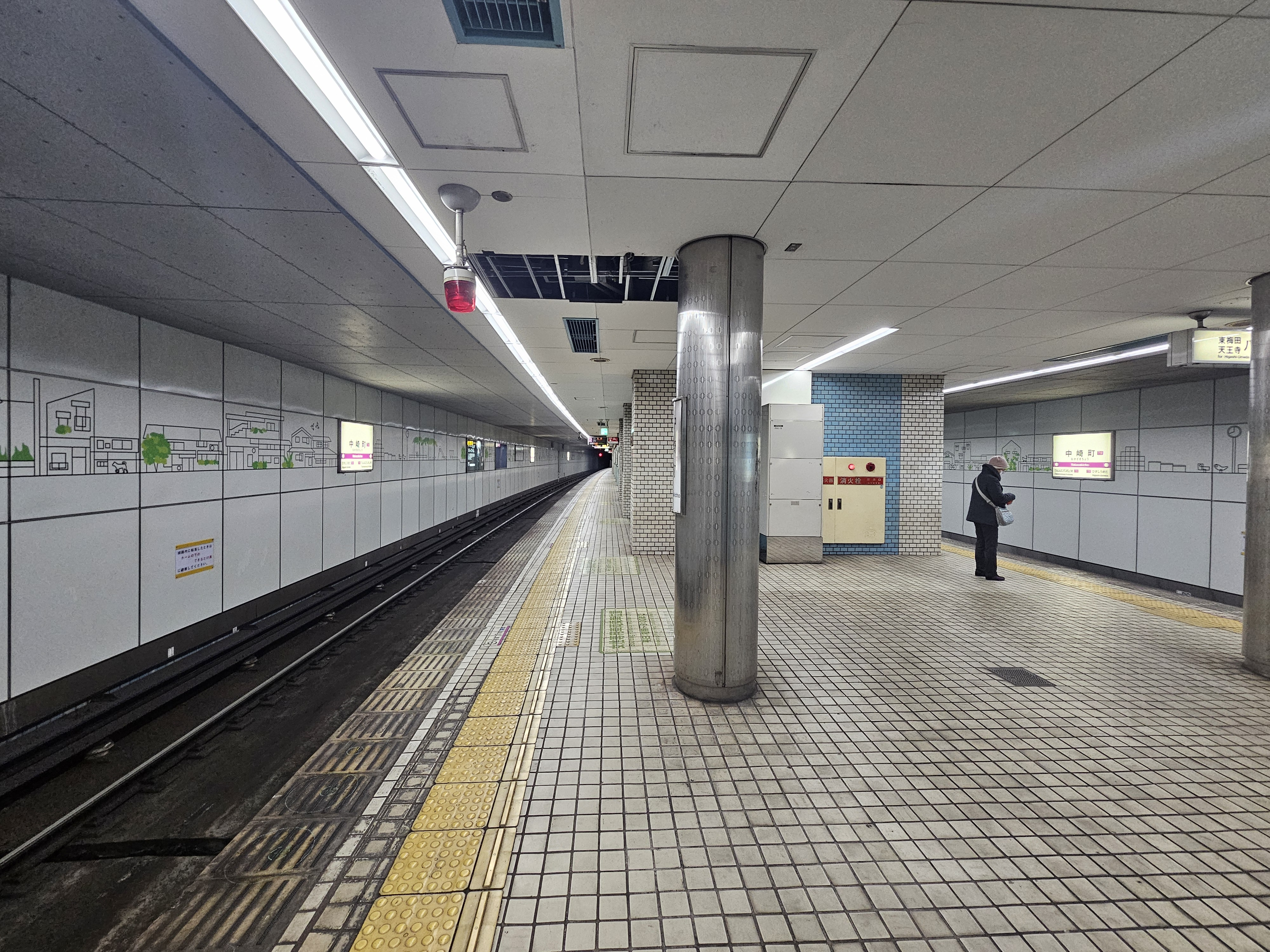
プラットホーム（改装後、ホーム柵設置前）

### 出口
| 出口番号 | 出口周辺                                 | 備考             |
| -------- | ---------------------------------------- | ---------------- |
| 1        |                                          |                  |
| 2        | キタクリアウェイセンター・大阪韓国文化院 |                  |
| 3        |                                          |                  |
| 4        |                                          | エレベーターあり |

## 利用状況
2024年11月12日の1日乗降人員は15,681人（乗車人員：7,499人、降車人員：8,182人）であり、谷町線の駅では26駅中17位（他線と合算しない単独駅では第11位）。
各年度の特定日における利用状況は下表の通りである。なお1995年度の調査については1996年に行われているが会計年度上1995年度となる。
| 年度               | 調査日   | 乗車人員 | 降車人員 | 乗降人員 | 出典          | 出典          |
| 年度               | 調査日   | 乗車人員 | 降車人員 | 乗降人員 | メトロ        | 大阪府        |
| ------------------ | -------- | -------- | -------- | -------- | ------------- | ------------- |
| 1975年（昭和50年） | 11月07日 | 3,117    | 3,487    | 6,604    |               | [ 大阪府 1 ]  |
| 1977年（昭和52年） | 11月18日 | 3,713    | 4,411    | 8,124    |               | [ 大阪府 2 ]  |
| 1981年（昭和56年） | 11月10日 | 4,348    | 5,178    | 9,526    |               | [ 大阪府 3 ]  |
| 1985年（昭和60年） | 11月12日 | 4,360    | 4,817    | 9,177    |               | [ 大阪府 4 ]  |
| 1987年（昭和62年） | 11月10日 | 4,741    | 5,462    | 10,203   |               | [ 大阪府 5 ]  |
| 1990年（平成02年） | 11月06日 | 4,551    | 5,349    | 9,900    |               | [ 大阪府 6 ]  |
| 1995年（平成07年） | 02月15日 | 4,492    | 5,199    | 9,691    |               | [ 大阪府 7 ]  |
| 1998年（平成10年） | 11月10日 | 4,525    | 5,193    | 9,718    |               | [ 大阪府 8 ]  |
| 2007年（平成19年） | 11月13日 | 5,060    | 5,555    | 10,615   |               | [ 大阪府 9 ]  |
| 2008年（平成20年） | 11月11日 | 5,243    | 5,707    | 10,950   |               | [ 大阪府 10 ] |
| 2009年（平成21年） | 11月10日 | 5,740    | 6,287    | 12,027   |               | [ 大阪府 11 ] |
| 2010年（平成22年） | 11月09日 | 5,614    | 5,851    | 11,465   |               | [ 大阪府 12 ] |
| 2011年（平成23年） | 11月08日 | 5,438    | 5,798    | 11,236   |               | [ 大阪府 13 ] |
| 2012年（平成24年） | 11月13日 | 5,905    | 6,171    | 12,076   |               | [ 大阪府 14 ] |
| 2013年（平成25年） | 11月19日 | 5,765    | 6,037    | 11,802   | [ メトロ 1 ]  | [ 大阪府 15 ] |
| 2014年（平成26年） | 11月11日 | 6,153    | 6,358    | 12,511   | [ メトロ 2 ]  | [ 大阪府 16 ] |
| 2015年（平成27年） | 11月17日 | 6,790    | 7,199    | 13,989   | [ メトロ 3 ]  | [ 大阪府 17 ] |
| 2016年（平成28年） | 11月08日 | 6,849    | 7,296    | 14,145   | [ メトロ 4 ]  | [ 大阪府 18 ] |
| 2017年（平成29年） | 11月14日 | 7,215    | 7,308    | 14,523   | [ メトロ 5 ]  | [ 大阪府 19 ] |
| 2018年（平成30年） | 11月13日 | 7,018    | 7,419    | 14,437   | [ メトロ 6 ]  | [ 大阪府 20 ] |
| 2019年（令和元年） | 11月12日 | 7,432    | 7,738    | 15,170   | [ メトロ 7 ]  | [ 大阪府 21 ] |
| 2020年（令和02年） | 11月10日 | 6,633    | 7,111    | 13,744   | [ メトロ 8 ]  | [ 大阪府 22 ] |
| 2021年（令和03年） | 11月16日 | 6,343    | 6,674    | 13,017   | [ メトロ 9 ]  | [ 大阪府 23 ] |
| 2022年（令和04年） | 11月15日 | 6,473    | 6,883    | 13,356   | [ メトロ 10 ] | [ 大阪府 24 ] |
| 2023年（令和05年） | 11月07日 | 6,828    | 7,173    | 14,001   | [ メトロ 11 ] | [ 大阪府 25 ] |
| 2024年（令和06年） | 11月12日 | 7,499    | 8,182    | 15,681   | [ メトロ 12 ] |               |

## 駅周辺

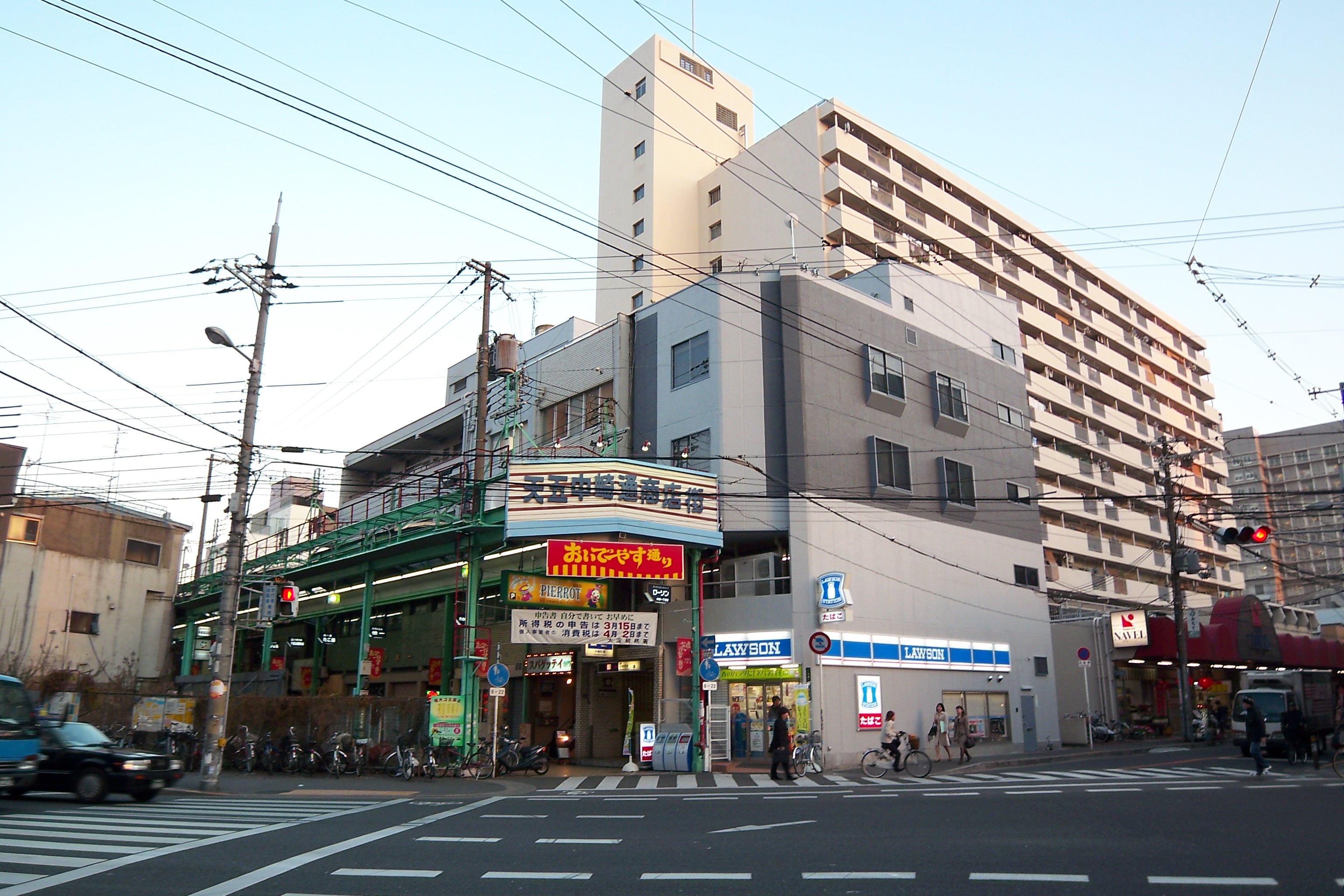
中崎町駅上（1番出口周辺）

中崎、中崎西、万歳町、堂山町などに近接し、天神橋筋に至る大阪駅・梅田駅地区から徒歩圏。太平洋戦争時の空襲被害を受けなかったため昭和時代の建物も一部に残り、レトロな雰囲気を生かした飲食店や雑貨・ファッション店も多い。
施設
- 中崎町ホール
- ACTIII
- プラネット映画資料図書館
- 学校法人山口学園各専門学校（ECC国際外語専門学校、ECCコンピュータ専門学校、ECCアーティスト美容専門学校）
- カプセルホテル・大東洋
- 梅田センタービル
- 天五中崎通商店街
  - 中崎町駅と天神橋筋商店街を結んでいる商店街
- 本庄公設市場
- プラネットプラスワン
- 大阪メトロ扇町駅（徒歩8分程度）

企業・法人等
- ヤマヒサ本社
- 協和テクノロジィズ本社
- ミレ信用組合本店

社寺
- 浄方寺
- 正宣寺
- 善徳寺
- 源光寺
- 玉圓寺
- 提法寺
- 円乗寺
- 白龍大神

公的機関等
- 駐大阪韓国文化院
- 在日本大韓民国民団大阪府地方本部
- 北区民主商工会
- 北野病院
- 大阪中崎郵便局
- 大阪北逓信病院（2016年3月31日閉院）
- 大阪能楽会館（2017年末閉館[6]）

駅周辺は自転車等放置禁止区域に設置されている。駅周辺には駐輪場が駅前および都島通周辺に複数箇所設置されている。

## 隣の駅
大阪市高速電気軌道 (Osaka Metro)
 谷町線
天神橋筋六丁目駅 (T18) - 中崎町駅 (T19) - 東梅田駅 (T20)
- ( ) 内は駅番号を示す。

### 記事本文

### 利用状況
1. ↑  路線別駅別乗降人員 - 大阪市高速電気軌道
2. ↑  大阪府統計年鑑 - 大阪府
3. ↑  大阪市統計書 - 大阪市

#### 大阪市高速電気軌道
1. ↑  路線別乗降人員 （2013年11月19日（火）交通調査） (PDF)
2. ↑  路線別乗降人員 （2014年11月11日（火）交通調査） (PDF)
3. ↑  路線別乗降人員 （2015年11月17日（火）交通調査） (PDF)
4. ↑  路線別乗降人員 （2016年11月8日（火）交通調査） (PDF)
5. ↑  路線別乗降人員 （2017年11月14日（火）交通調査） (PDF)
6. ↑  路線別乗降人員 （2018年11月13日（火）交通調査） (PDF)
7. ↑  路線別乗降人員 （2019年11月12日（火）交通調査） (PDF)
8. ↑  路線別乗降人員 （2020年11月10日（火）交通調査） (PDF)
9. ↑  路線別乗降人員 （2021年11月16日（火）交通調査） (PDF)
10. ↑  路線別乗降人員 （2022年11月15日（火）交通調査） (PDF)
11. ↑  路線別乗降人員 （2023年11月7日（火）交通調査） (PDF)
12. ↑  路線別乗降人員 （2024年11月12日（火）交通調査） (PDF)

#### 大阪府統計年鑑
1. ↑  大阪府統計年鑑（昭和51年） (PDF)
2. ↑  大阪府統計年鑑（昭和53年） (PDF)
3. ↑  大阪府統計年鑑（昭和57年） (PDF)
4. ↑  大阪府統計年鑑（昭和61年） (PDF)
5. ↑  大阪府統計年鑑（昭和63年） (PDF)
6. ↑  大阪府統計年鑑（平成3年） (PDF)
7. ↑  大阪府統計年鑑（平成8年） (PDF)
8. ↑  大阪府統計年鑑（平成11年） (PDF)
9. ↑  大阪府統計年鑑（平成20年） (PDF)
10. ↑  大阪府統計年鑑（平成21年） (PDF)
11. ↑  大阪府統計年鑑（平成22年） (PDF)
12. ↑  大阪府統計年鑑（平成23年） (PDF)
13. ↑  大阪府統計年鑑（平成24年） (PDF)
14. ↑  大阪府統計年鑑（平成25年） (PDF)
15. ↑  大阪府統計年鑑（平成26年） (PDF)
16. ↑  大阪府統計年鑑（平成27年） (PDF)
17. ↑  大阪府統計年鑑（平成28年） (PDF)
18. ↑  大阪府統計年鑑（平成29年） (PDF)
19. ↑  大阪府統計年鑑（平成30年） (PDF)
20. ↑  大阪府統計年鑑（令和元年） (PDF)
21. ↑  大阪府統計年鑑（令和2年） (PDF)
22. ↑  大阪府統計年鑑（令和3年） (PDF)
23. ↑  大阪府統計年鑑（令和4年） (PDF)
24. ↑  大阪府統計年鑑（令和5年） (PDF)
25. ↑  大阪府統計年鑑（令和6年） (PDF)